# 11899 Weill
11899 Weill eller 1991 GJ10 är en asteroid i huvudbältet som upptäcktes den 9 april 1991 av den tyske astronomen Freimut Börngen vid Tautenburg-observatoriet. Den är uppkallad efter den tyske tonsättaren Kurt Weill.
Asteroiden har en diameter på ungefär 13 kilometer och den tillhör asteroidgruppen Veritas.